# Число Нуссельта
Число Нуссельта ({\displaystyle \mathrm {Nu} }) — один из основных критериев подобия тепловых процессов, характеризующий соотношение между интенсивностью теплообмена за счёт конвекции и интенсивностью теплообмена за счёт теплопроводности (в условиях неподвижной среды). Названо в честь немецкого инженера Вильгельма Нуссельта.
{\displaystyle \mathrm {Nu} _{l}={\frac {\alpha l}{\lambda }}={\frac {q_{c}}{q_{\lambda }}},}
где:
- {\displaystyle l} — характерный размер;
- {\displaystyle \lambda } — коэффициент теплопроводности среды;
- {\displaystyle \alpha } — коэффициент теплоотдачи;
- {\displaystyle q_{c}} — тепловой поток за счёт конвекции;
- {\displaystyle q_{\lambda }} — тепловой поток за счёт теплопроводности.

## Характерные значения
Число Нуссельта всегда больше или равно 1. То есть тепловой поток за счёт конвекции всегда превышает по своей величине тепловой поток за счёт теплопроводности .
Обычно для ламинарных течений число Нуссельта находится в диапазоне от 1 до 20. Большие числа Нуссельта (>100) свидетельствуют о сильном конвективном тепловом потоке, что является характеристикой турбулентных течений.
Для течений жидкости в круглых трубах можно показать, что для установившегося ламинарного течения {\displaystyle \mathrm {Nu} =4{,}36} (при условии, что тепловой поток в стенку постоянен) и {\displaystyle \mathrm {Nu} =3{,}66} (при условии, что постоянна температура стенки).

## Эмпирические зависимости

### Свободная конвекция на вертикальной пластине
{\displaystyle \mathrm {Nu} _{L}=0{,}68+{\frac {0{,}67\mathrm {Ra} _{L}^{1/4}}{[1+(0{,}492/\mathrm {Pr} )^{9/16}]^{4/9}}},\quad \mathrm {Ra} _{L}\leqslant 10^{9},}
где {\displaystyle \mathrm {Ra} _{x}=\mathrm {Gr} _{x}\mathrm {Pr} } — число Рэлея.

### Свободная конвекция на горизонтальной пластине
Если характерную длину определить как:
{\displaystyle L\ ={\frac {S}{P}}},
где {\displaystyle S} — площадь пластины, и {\displaystyle P} — её периметр.
Тогда для ориентированной вверх горячей поверхности в холодной среде или для ориентированной вниз холодной поверхности в горячей среде:
{\displaystyle \mathrm {Nu} _{L}=0{,}54\mathrm {Ra} _{L}^{1/4},\quad 10^{4}\leqslant \mathrm {Ra} _{L}\leqslant 10^{7};}
{\displaystyle \mathrm {Nu} _{L}=0{,}15\mathrm {Ra} _{L}^{1/3},\quad 10^{7}\leqslant \mathrm {Ra} _{L}\leqslant 10^{11}.}
Для ориентированной вниз горячей поверхности в холодной среде или для ориентированной вверх холодной поверхности в горячей среде:
{\displaystyle \mathrm {Nu} _{L}=0{,}27\mathrm {Ra} _{L}^{1/4},\quad 10^{5}\leqslant \mathrm {Ra} _{L}\leqslant 10^{10}.}

### Теплоотдача при вынужденной конвекции в трубах
{\displaystyle \mathrm {Nu} _{D}=0{,}023\mathrm {Re} _{D}^{4/5}\mathrm {Pr} ^{n},}
где:
- {\displaystyle \mathrm {Re} } — число Рейнольдса;
- {\displaystyle D} — характерный размер;
- {\displaystyle \mathrm {Pr} } — Число Прандтля;
- {\displaystyle n=0{,}4} в условиях нагрева жидкости и {\displaystyle n=0{,}3} в условиях охлаждения жидкости.[3]